# Chrysotoxum robustum
Chrysotoxum robustum är en tvåvingeart som beskrevs av Josef Aloizievitsch Portschinsky 1886. Chrysotoxum robustum ingår i släktet getingblomflugor, och familjen blomflugor.
Artens utbredningsområde är Iran. Inga underarter finns listade i Catalogue of Life.